# Tetranychus nikolskii
Tetranychus nikolskii är en spindeldjursart som beskrevs av Reck 1953. Tetranychus nikolskii ingår i släktet Tetranychus och familjen Tetranychidae. Inga underarter finns listade i Catalogue of Life.